# خيرمان كونتريرز غارسيا
خيرمان كونتريرز غارسيا هو سياسي مكسيكي، ولد في 4 أبريل 1962 في Misantla ‏ في المكسيك. نشط حزبياً في الحزب الثوري المؤسساتي. وقد انتخب عضو مجلس النواب المكسيك ‏.